# Issen
Issen (franska: Issen (CR), Issen (Commune Rurale), arabiska: اميلمايس) är en kommun i Marocko.   Den ligger i provinsen Taroudannt och regionen Souss-Massa, i den centrala delen av landet, 500 km sydväst om huvudstaden Rabat. Antalet invånare är 10 578.